# I Got You (пісня Леони Льюїс)
«I Got You»  — другий сингл другого студійного альбому британської співачки Леони Льюїс — «Echo» (2009). У Франції пісня вийшла 19 лютого 2010, у Британії — 21 лютого 2010. Пісня написана Арнтором Біргіссом, Максом Мартіном та Саваном Котечою; спродюсована Арнтором Біргіссом. Музичне відео зрежисерував Дейв Маєрс; прем'єра музичного відео відбулась 12 лютого 2010. Пісня досягла 14 місця британського чарту UK Singles Chart.

## Музика і лірика
Пісня «I Got You» має 104 удари на хвилину і має ключ у сі мажорі.

## Виконання вживу
2 листопада 2009 Льюїс вперше виконала пісню «I Got You» на сцені вар'єте Hackney Empire в Лондоні, Британія. 2 грудня пісню було виконано на The National Lottery Draws, 15 грудня — на телешоу Пізнє шоу з Девідом Леттерманом, 6 лютого 2010 Льюїс виконала сингл у семі-фіналі шоу So You Think You Can Dance. 22 лютого 2010 Льюїс виконала композицію у ранковій телепрограмі GMTV, а 25 лютого — у програмі This Morning. 26 лютого співачка заспівала пісню на шоу Alan Titchmarsh Show.

## Рецензії
Пісня отримала різні оцінки від музичних критиків. Маєр Ніссім із Digital Spy» дав пісні 3 із 5 балів і сказав, що "пісня виконана таким чином, що її важко відрізнити від всіх тих пісень, які виходили за останні роки". Фрейзер МакЕлайн із BBC також дав пісні 3 із 5 балів.

## Музичне відео
Музичне відео зрежисерував Дейв Маєрс. Зйомки проходили 21 грудня 2009 у Вініс Бітч, Каліфорнія, США. Прем'єра відеокліпу відбулась 21 лютого 2010. Відео показує історії людей, які закінчують стосунки з коханими людьми і починають нові з іншими.

## Список пісень
Цифрове завантаження
1. "I Got You" (міксований сингл) – 3:46
2. "Heartbeat" – 3:51

## Чарти
21 лютого 2010 сингл «I Got You» дебютував на 40 місце британського чарту UK Singles Chart. Згодом він сягнув максимального 14 місця. Пісня також чартувалась на UK R&B Chart і 28 лютого досягнула 3 місця. На новозеландському чарті пісня досягла 29 місце. На European Hot 100 Singles сингл сягнув 43 місця.
| Чарт (2010)                               | Місце |
| ----------------------------------------- | ----- |
| Austria (Ö3 Austria Top 40)               | 30    |
| Belgium (Ultratip Flanders)               | 20    |
| Belgium (Ultratip Wallonia)               | 13    |
| Belgium Airplay (Wallonia) (Ultratop 40)  | 30    |
| European Hot 100 Singles                  | 43    |
| Denmark (Danish Airplay Chart)            | 15    |
| Germany (Media Control Charts)            | 43    |
| Ireland (IRMA)                            | 43    |
| Japan (Japan Hot 100)                     | 69    |
| New Zealand (RIANZ)                       | 29    |
| Slovakia (IFPI)                           | 27    |
| Switzerland (Media Control Charts)        | 57    |
| UK Singles (The Official Charts Company)  | 14    |
| UK R&B (The Official Charts Company)      | 3     |
| UK Download (The Official Charts Company) | 14    |
| Чарт (2012)                               | Місце |
| UK R&B (The Official Charts Company)      | 29    |

## Історія релізів
| Регіон     | Дата           | Формат               | Лейбл                    |
| ---------- | -------------- | -------------------- | ------------------------ |
| Австрія    | 19 лютого 2010 | Цифрове завантаження | Sony Music Entertainment |
| Бельгія    | 19 лютого 2010 | Цифрове завантаження | Sony Music Entertainment |
| Франція    | 19 лютого 2010 | Цифрове завантаження | Sony Music Entertainment |
| Італія     | 19 лютого 2010 | Цифрове завантаження | Sony Music Entertainment |
| Нідерланди | 19 лютого 2010 | Цифрове завантаження | Sony Music Entertainment |
| Британія   | 21 лютого 2010 | Цифрове завантаження | Syco Music               |
| Британія   | 22 лютого 2010 | CD                   | Syco Music               |
| Іспанія    | 23 лютого 2010 | Цифрове завантаження | Sony Music Entertainment |
| Німеччина  | 9 квітня 2010  | CD                   | Sony Music Entertainment |